# Гана (Варезе)
Гана је насеље у Италији у округу Варезе, региону Ломбардија.
Према процени из 2011. у насељу је живело 661 становника. Насеље се налази на надморској висини од 468 м.